# Iglesia de Santa María y San Pedro de Château-Roussillon
La Iglesia de Santa María y San Pedro (en francés: Église Sainte-Marie-et-Saint-Pierre de Château-Roussillon) es una iglesia románica en el sector de Château-Roussillon de la ciudad de Perpiñán, en el departamento de Pirineos Orientales al sur del país europeo de Francia.
La Iglesia de Santa María estaba al pie de la torre de Château- Rosellón, un remanente del antiguo castillo medieval.
Este edificio cuenta con una planta original, que comprende dos estructuras contiguas. La nave norte es bastante estrecha y termina con un pequeño ábside.
La capilla fue catalogada como monumento histórico por decreto del 9 de mayo de 2012.